# Амхарски језик
Амхарски језик је семитски језик који се говори на северу средње Етиопије; други је по броју говорника међу семитским језицима, након арапског, и званични је језик Етиопије. Изван Етиопије, амхарски говори неких 2,7 милиона људи у Египту, Израелу, Шведској и Еритреји.
Овај језик служи као службени радни језик Етиопске савезне владе, а такође је службени или радни језик неколико етиопских федералних региона. Он има преко 32.400.000 говорника као матерњег језика и више од 25.100.000 говорника као другог језика, што чини укупан број говорника преко 57.500.000. Амхарски је најраспрострањенији језик у Етиопији и други матерњи језик по заступљености у Етиопији (после орома). Амхарски је такође други највећи семитски језик на свету (после арапског).
Амхарски се пише с лева на десно коришћењем система који је проистекао из гиз писма. Сегментни систем писања у којем се секвенце сугласника и самогласника пишу као јединице назива се абугида (አቡጊዳ). Графеме се зову фидал (ፊደል), што значи „писмо”, „абецеда”, „слово” или „лик”.
Не постоји универзално прихваћена романизација амхарског у латинично писмо. Амхарски примери у одељцима испод користе један систем који је уобичајен међу лингвистима специјализованим за етиопске семитске језике.

## Залеђина
Амхарски је службени радни језик Етиопије, језик судова, језик трговине и свакодневних комуникација и војске од касног 12. века. Племићи из Амхаре подржали су принца загајског Лалибелу у његовој борби за власт против његове браће, што га је довело до тога да постави амхарског Лесана Негуса, као и да попуни амхарским племићима највише позиције свог краљевства. Док се назив „краљев језик“ и његова употреба на краљевском двору иначе води до цара Амхаре Јекуна Амлака. То је један од службених језика Етиопије, заједно са оромом, сомалијским, афарским и тигрињским. Амхарски је афроазијски језик југозападне семитске групе и повезан је са гизијским, или етиопским, литургијским језиком етиопске православне цркве; Амхарски је написан у мало измењеном облику писма које се користи за писање језика гиз. Постоје 33 основна знака, од којих сваки има седам облика у зависности од тога који самогласник треба да се изговори у слогу. До 2020, амхарски је био једини службени језик Етиопије. Попис из 2007. наводи да је амхарски говорило 21,6 милиона изворних говорника у Етиопији. Новији извори наводе да је број говорника првог језика у 2018. износио скоро 32 милиона, са још 25 милиона говорника као другог језика у Етиопији. Поред тога, 3 милиона емиграната изван Етиопије говори овај језик. Већина етиопских јеврејских заједница у Етиопији и Израелу говори амхарски. У Вашингтону, амхарски је постао један од шест неенглеских језика у Закону о приступу језицима из 2004. године, који дозвољава владине услуге и образовање на амхарском Штавише, амхарски се сматра светим језиком од стране растафарске религије и широко се користи међу њеним следбеницима широм света.

## Писмо
Амхарски се пише посебним писмом званим фидел (/fidäl/) или абугида, адаптиран од писма коришћеног у данас изумрлом језику ге'ез.
|    | ä | u | i | a | e |   | o |
| -- | - | - | - | - | - | - | - |
| h  | ሀ | ሁ | ሂ | ሃ | ሄ | ህ | ሆ |
| l  | ለ | ሉ | ሊ | ላ | ሌ | ል | ሎ |
| h  | ሐ | ሑ | ሒ | ሓ | ሔ | ሕ | ሖ |
| m  | መ | ሙ | ሚ | ማ | ሜ | ም | ሞ |
| s  | ሠ | ሡ | ሢ | ሣ | ሤ | ሥ | ሦ |
| r  | ረ | ሩ | ሪ | ራ | ሬ | ር | ሮ |
| s  | ሰ | ሱ | ሲ | ሳ | ሴ | ስ | ሶ |
| š  | ሸ | ሹ | ሺ | ሻ | ሼ | ሽ | ሾ |
| q  | ቀ | ቁ | ቂ | ቃ | ቄ | ቅ | ቆ |
| b  | በ | ቡ | ቢ | ባ | ቤ | ብ | ቦ |
| t  | ተ | ቱ | ቲ | ታ | ቴ | ት | ቶ |
| č  | ቸ | ቹ | ቺ | ቻ | ቼ | ች | ቾ |
| h  | ኀ | ኁ | ኂ | ኃ | ኄ | ኅ | ኆ |
| n  | ነ | ኑ | ኒ | ና | ኔ | ን | ኖ |
| ñ  | ኘ | ኙ | ኚ | ኛ | ኜ | ኝ | ኞ |
| ʾ  | አ | ኡ | ኢ | ኣ | ኤ | እ | ኦ |
| k  | ከ | ኩ | ኪ | ካ | ኬ | ክ | ኮ |
| h  | ኸ | ኹ | ኺ | ኻ | ኼ | ኽ | ኾ |
| w  | ወ | ዉ | ዊ | ዋ | ዌ | ው | ዎ |
| ʾ  | ዐ | ዑ | ዒ | ዓ | ዔ | ዕ | ዖ |
| z  | ዘ | ዙ | ዚ | ዛ | ዜ | ዝ | ዞ |
| ž  | ዠ | ዡ | ዢ | ዣ | ዤ | ዥ | ዦ |
| y  | የ | ዩ | ዪ | ያ | ዬ | ይ | ዮ |
| d  | ደ | ዱ | ዲ | ዳ | ዴ | ድ | ዶ |
|    | ጀ | ጁ | ጂ | ጃ | ጄ | ጅ | ጆ |
| g  | ገ | ጉ | ጊ | ጋ | ጌ | ግ | ጎ |
| t' | ጠ | ጡ | ጢ | ጣ | ጤ | ጥ | ጦ |
| č' | ጨ | ጩ | ጪ | ጫ | ጬ | ጭ | ጮ |
| p' | ጰ | ጱ | ጲ | ጳ | ጴ | ጵ | ጶ |
| s' | ጸ | ጹ | ጺ | ጻ | ጼ | ጽ | ጾ |
| s' | ፀ | ፁ | ፂ | ፃ | ፄ | ፅ | ፆ |
| f  | ፈ | ፉ | ፊ | ፋ | ፌ | ፍ | ፎ |
| p  | ፐ | ፑ | ፒ | ፓ | ፔ | ፕ | ፖ |